# Малък барабан
Малкият барабан е музикален перкусионен инструмент от групата на мембранофонните инструменти.

## Устройство
Състои се от дървен или метален корпус, метални обръчи и винтове, ударна и резонантна кожа, метални корди, механизъм за слагане и сваляне на кордите и стойка.

## Историческо развитие
Малкият барабан произлиза от средновековния френски инструмент табор и реално представлява негова видоизменена форма.

## Начини за звукоизвличане
На малкия барабан се свири с палки и четки.